# Beaumont-de-Lomagne
Beaumont-de-Lomagne är en kommun i departementet Tarn-et-Garonne i regionen Occitanien i södra Frankrike. Kommunen ligger i kantonen Beaumont-de-Lomagne som tillhör arrondissementet Castelsarrasin. År 2022 hade Beaumont-de-Lomagne 3 754 invånare.

## Befolkningsutveckling
Antalet invånare i kommunen Beaumont-de-Lomagne
| Referens: INSEE |

## Monument

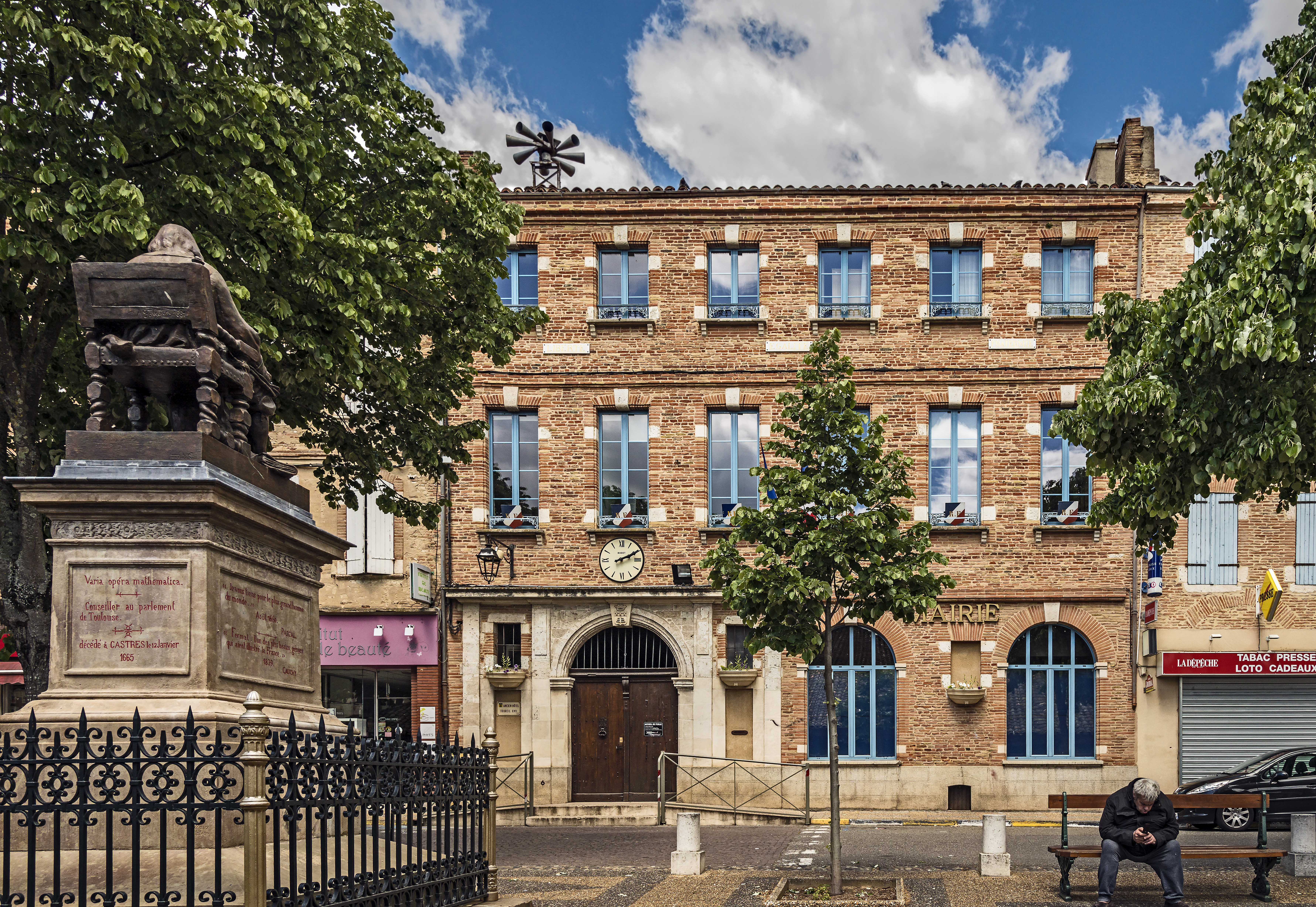
Stadshus
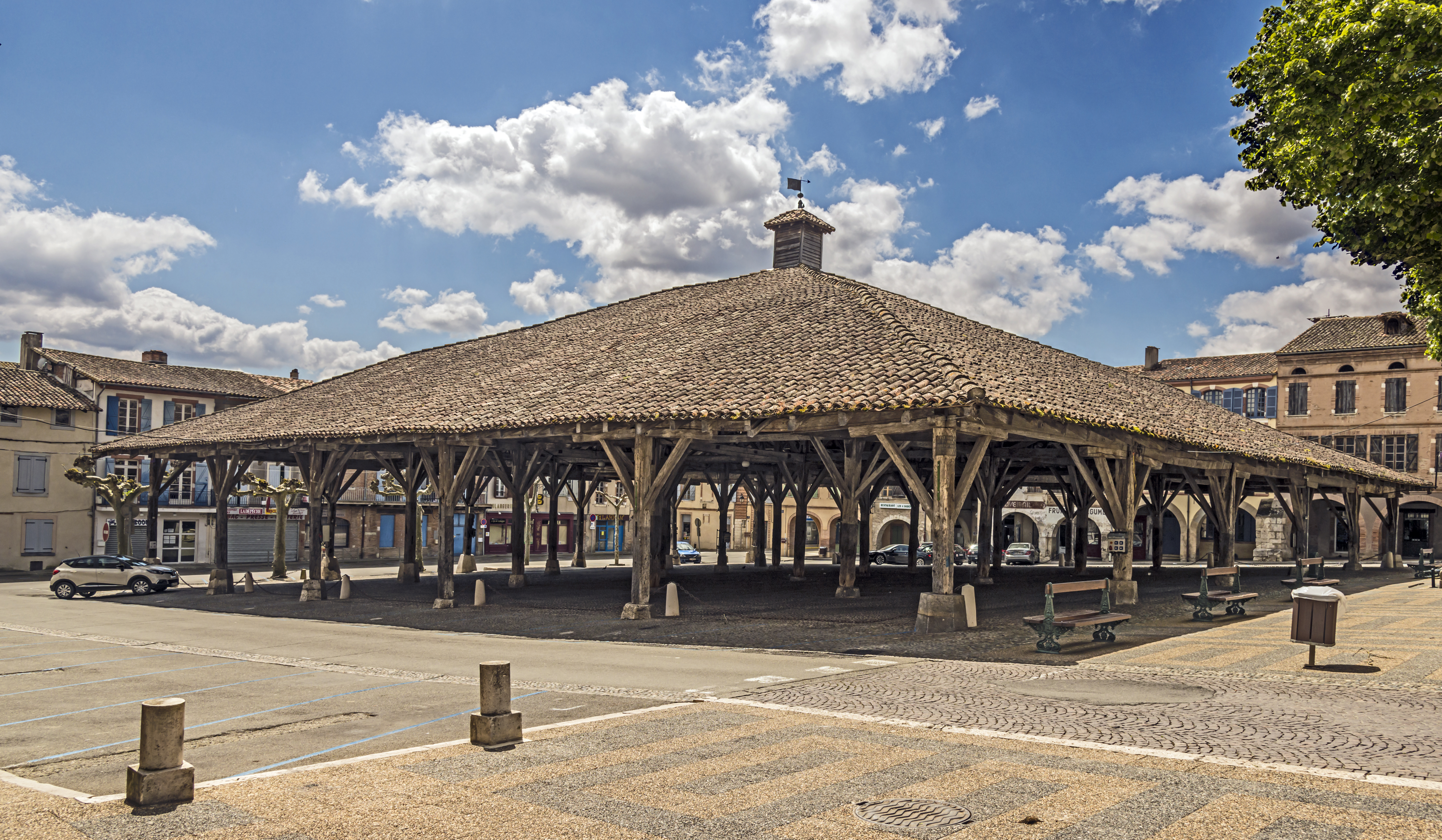
saluhall
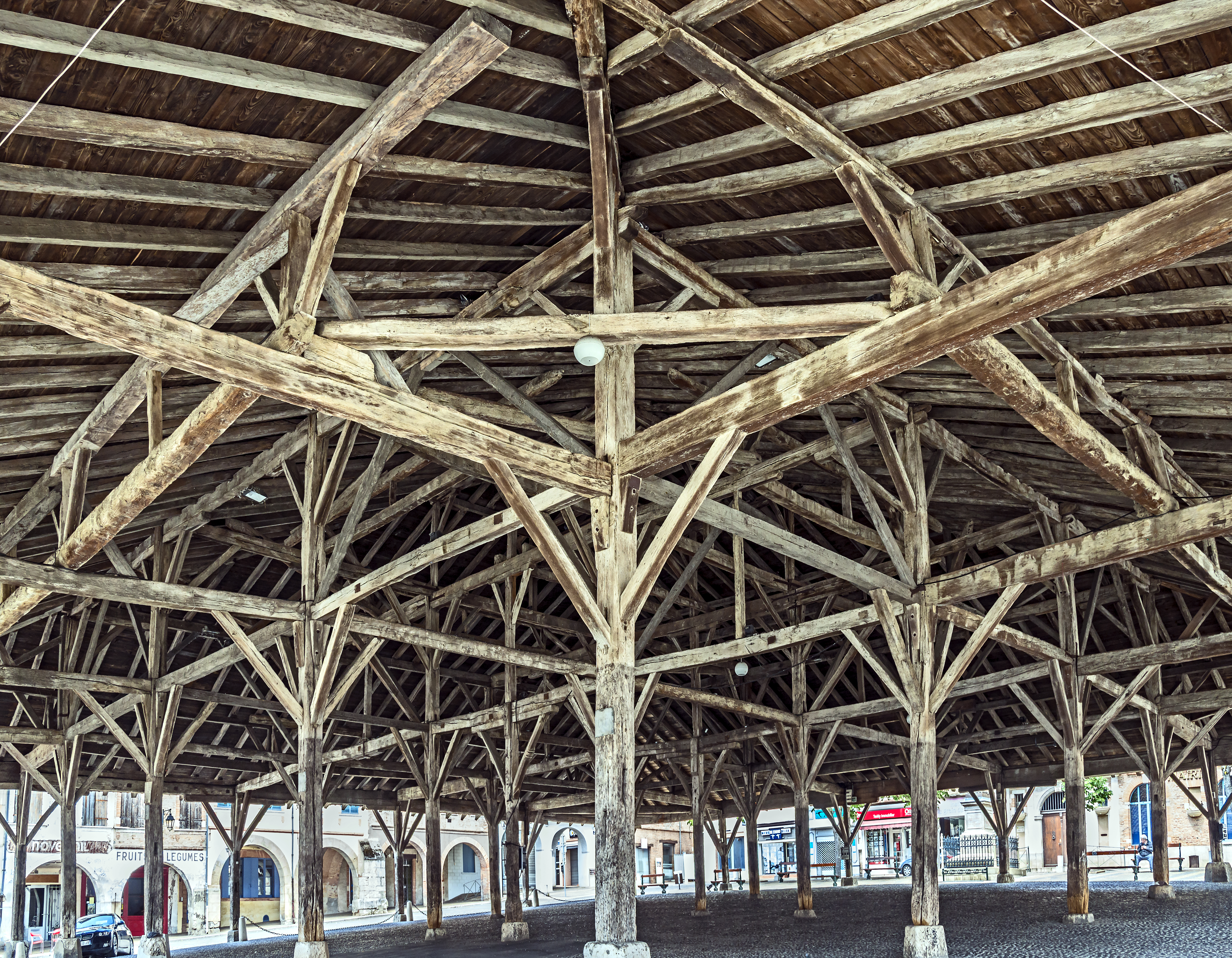
saluhall
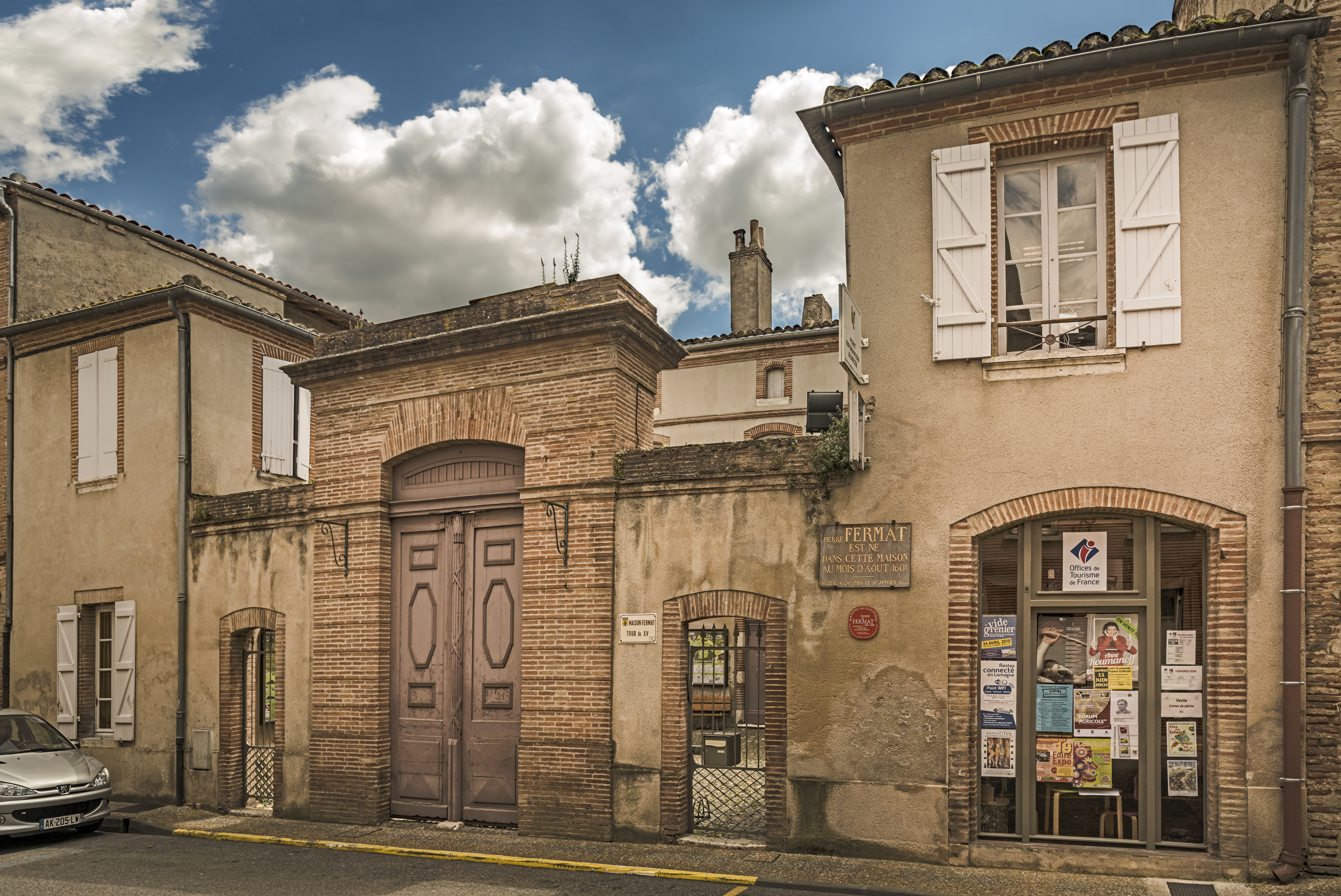
Fermat House
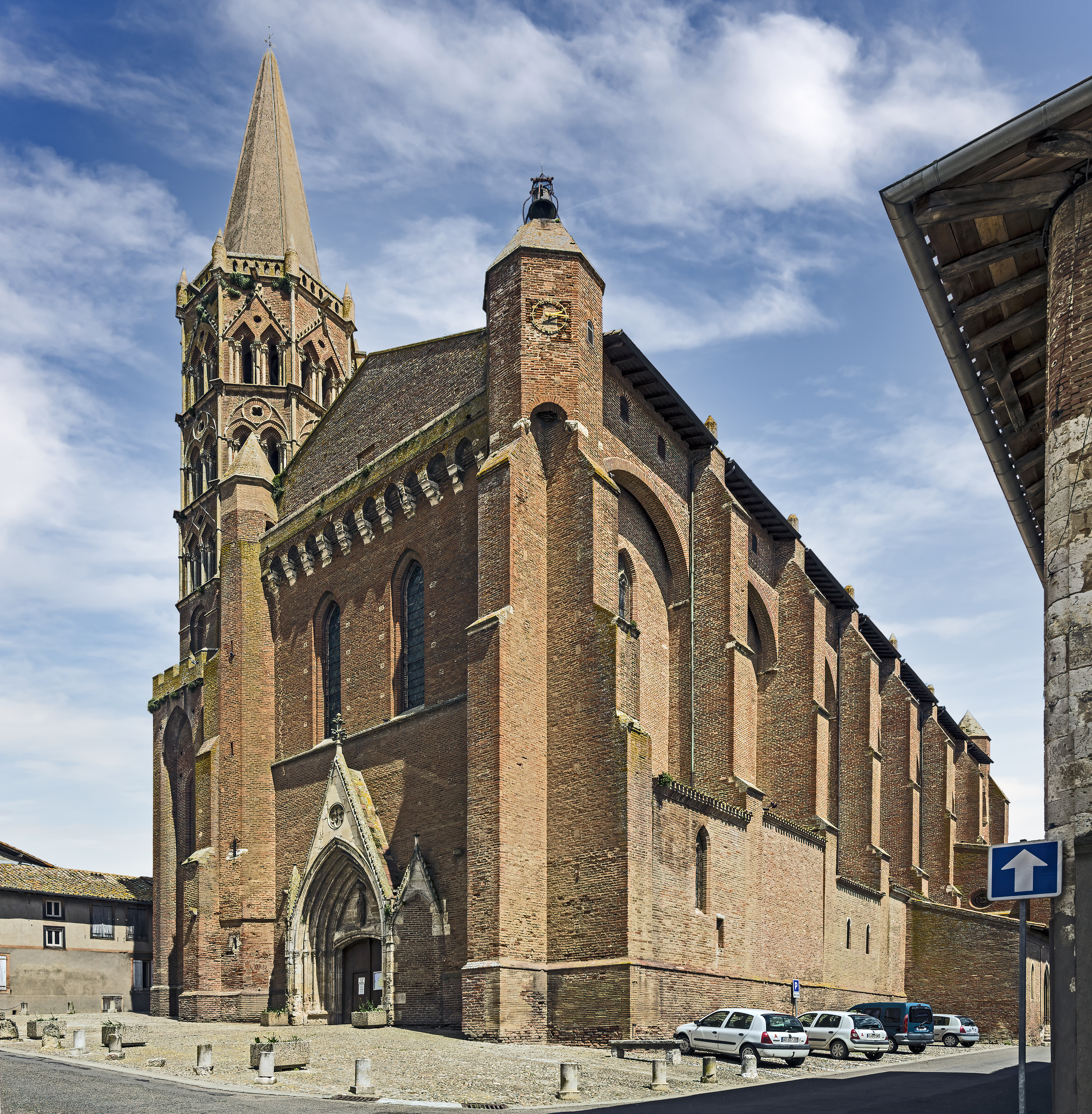
Kyrkan
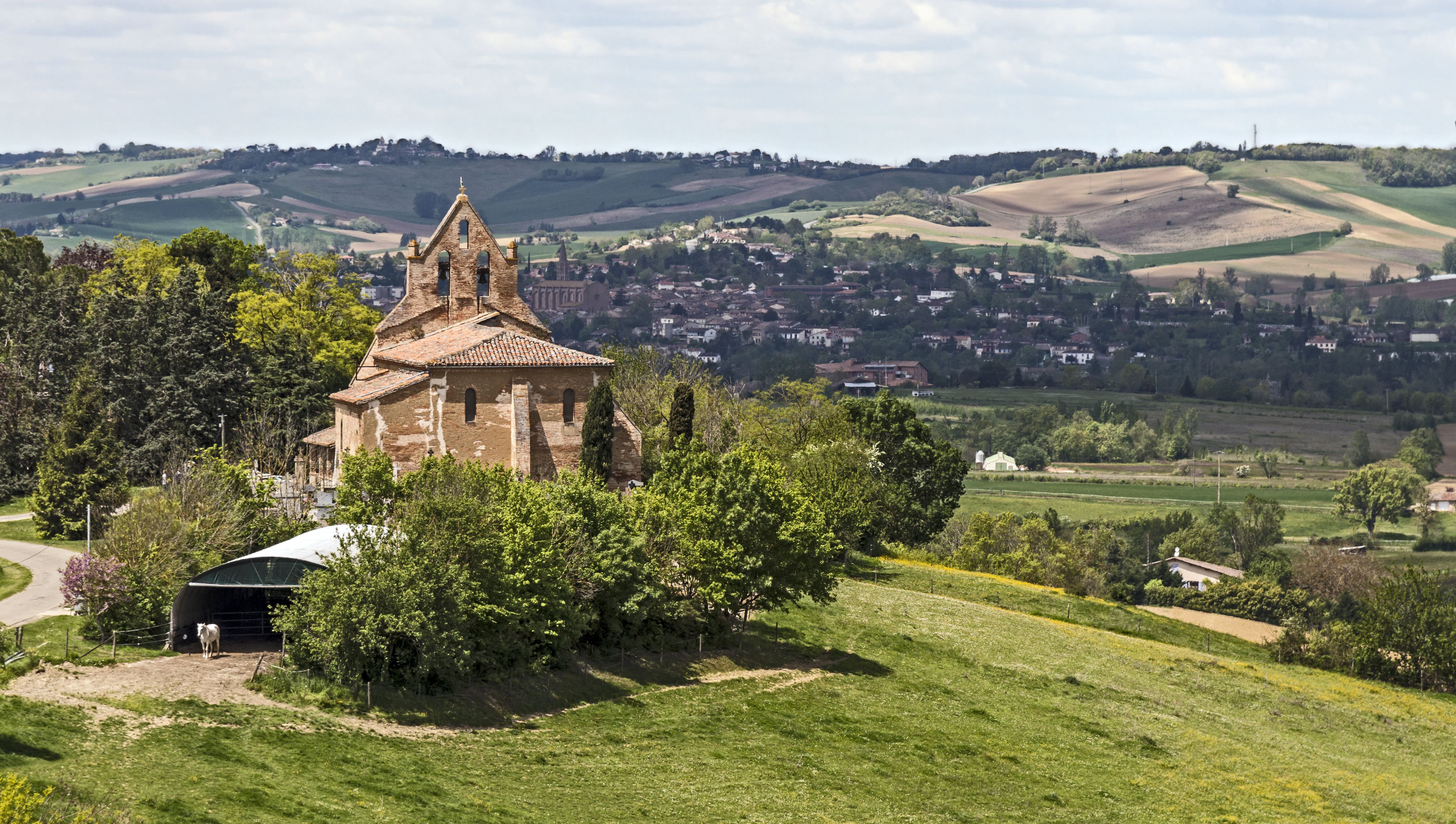
Chapel St.Jean